# Fungal Biology
Fungal Biology – międzynarodowe czasopismo naukowe wydawane przez Brytyjskie Towarzystwo Mykologiczne (British Mycological Society). Publikowane w nim są oryginalne artykuły ze wszystkich dziedzin badań podstawowych w zakresie grzybów i organizmów grzybopodobnych (w tym lęgniowców i śluzowców). Obszary badań obejmują biodeteriorację, biotechnologię, biologię komórkową i rozwojową, ekologię, ewolucję, genetykę, geomykologię, mykologię medyczną, wzajemne oddziaływania (w tym porosty i mikoryza), fizjologię, patologię roślin, metabolity wtórne oraz taksonomię i systematykę. Publikowane są także artykuły o metodach badań laboratoryjnych.
Fungal Biology jest następcą czasopisma Mycological Research. Większy nacisk położono w nim na nowoczesne aspekty badania grzybów (m.in. biologia molekularna i badania genetyczne). Wprowadzono podział na dwa rodzaje artykułów publikowane na dwóch licencjach:
- w otwartym dostępie (licencja Creative Commons, CC BY), bezpłatnie dostępne dla wszystkich (po zalogowaniu). Opłatę za ich publikację ponoszą autorzy artykułów lub sponsorzy;
- artykuły zamknięte (licencja Creative Commons Attribution-NonCommercial-NoDerivs, CC BY-NC-ND)[2].